# Francesco Nazzari
Francesco Nazzari (13 décembre 1638 à Borgo di Terzo - 19 octobre 1714 à Rome) est un littérateur et journaliste italien.

## Biographie
Fils de Nazaro Nazari et de Santa de’ Terzi, né le 13 décembre 1638 à Borgo di Terzo dans la province de Bergame, il reçut à son baptême – le 19 du même mois – le double prénom de Francesco Patrizio. Il embrassa l’état ecclésiastique et obtint, jeune encore, une chaire de philosophie au collège de la Sapience ; il la remplit de manière à mériter les suffrages des plus éclairés et la bienveillance de ses supérieurs. Michelangelo Ricci, depuis cardinal, lui conseilla d’entreprendre la rédaction d’une feuille périodique sur le plan du Journal des savants, qui paraissait depuis peu de temps. Nazzari forma donc une société de littérateurs et de savants, qui s’engagèrent à lui fournir des extraits d’ouvrages en langue étrangère ; il se chargea lui-même de l’analyse des livres français et de la révision de tous les articles qui lui seraient envoyés. Le journal de Nazzari commença en 1668, et fut continué avec le plus grand succès jusqu’au mois de mars 1675. À cette époque Nazzari s’étant brouillé avec Tinassi, son imprimeur, la société fut dissoute ; et Giovanni Ciampini, l’un des collaborateurs, prit la direction du journal : mais Nazzari, piqué de se voir dépouiller ainsi de sa propriété par un de ses amis, forma une nouvelle société et continua de faire paraître son journal chez l’imprimeur Carrara jusqu’à la fin de l’année 1679. C’est le premier et le modèle des Giornale de’ Letterati, si multipliés depuis en Italie. Il a été réimprimé à Bologne avec quelques additions
Nazzari était attaché comme secrétaire à Giovanni Lucio, savant dalmate, et il l’aida dans la rédaction de ses ouvrages. Il suivit en France Adrien Auzout, célèbre mathématicien, auquel il fut, dit on, très utile. La douceur de ses mœurs, sa politesse et son érudition lui méritèrent la faveur des prélats les plus illustres. Il passa dans l’aisance une vieillesse honorable, et mourut à Rome le 19 octobre 1714, âgé de plus de quatre-vingts ans. Par son testament, il légua sa riche bibliothèque à l’église des Bergamasques, et fonda un collège à Rome pour les jeunes gens de sa province. Outre le Journal dont on a parlé, on lui doit une traduction italienne, élégante et fidèle, revue par le cardinal d’Estrées, de l’Exposition de la doctrine de l’Église Catholique par Bossuet, Rome, 1678, in-8° ; et une bonne édition des Lettere discorsive de Diomede Borghesi, ibid., 1701, in-4°.